# Nová Ves u Leštiny
Nová Ves u Leštiny é uma comuna checa localizada na região de Vysočina, distrito de Havlíčkův Brod.